# Faia (Guarda)
Faia es una freguesia portuguesa del concelho de Guarda, con 9,63 km² de superficie y 279 habitantes (2001). Su densidad de población es de 29,0 hab/km².